# Japanischer Drachenfisch
Der Japanische Drachenfisch (Zacco platypus), auch als Drachenfisch bekannt, ist eine Fischart, die zur Familie der Xenocyprididae aus der Ordnung der Karpfenartigen (Cypriniformes) gehört. Die Art ist in Flüssen und Bächen in Asien, von Nordchina bis Nordvietnam heimisch. Sie kann eine maximale Gesamtlänge von 22,5 cm erreichen, üblich ist eine Standardlänge bis zu 13 cm.

Der Japanische Drachenfisch hat keine Gemeinsamkeit mit der veralteten Unterordnung der Drachenfische (Trachinoidei). 
In Japan selbst ist die Bezeichnung Oikawa (オイカワ) üblich. Diese Bezeichnung und die entsprechende Übersetzung verdankt er chinesischen Tuschezeichnungen von Drachen.

## Merkmale

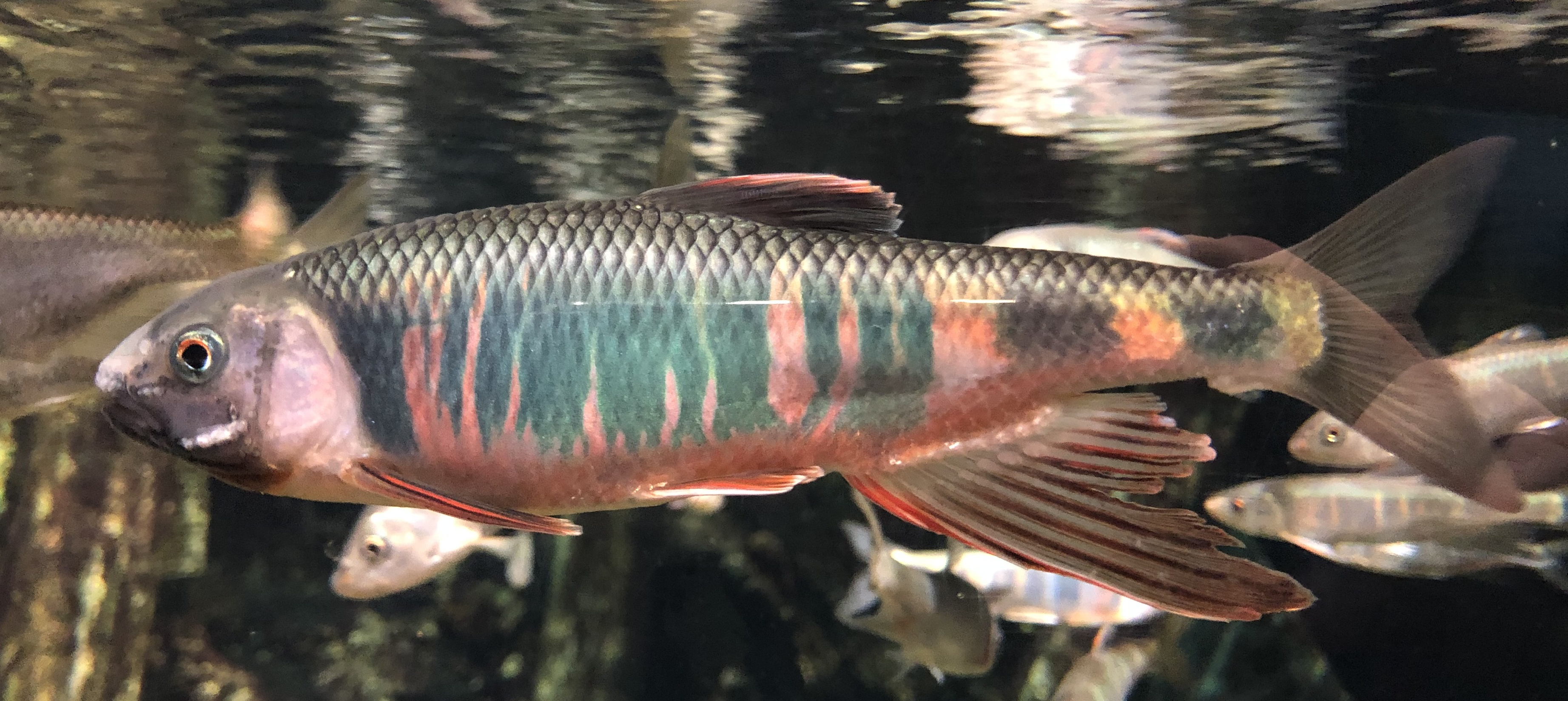
Profilansicht eines Japanischen Drachenfischs

Die in der Erstbeschreibung angegebene Färbung eines „frischen“ Tieres beruht auf der Zeichnung eines Exemplars zur Laichzeit. Die Autoren beschreiben den Körper als silbrigweiß, am Rücken ins grünliche übergehend. Der dunkelolivgrüne Kopf mit gelblich schattierten Kiemendeckeln ist oberseits ab dem Mundwinkel zinnoberrot, diese Färbung setzt sich mit geringerer Intensität entlang von Brust und Bauch bis zum After fort. Die Rückenflosse ist an der vorderen Hälfte ebenfalls zinnoberrot, die anderen Flossen sind gelblich, die Bauchflossen hell, Brust- und Schwanzflosse schmutzig verwaschen. Zur Laichzeit gefangene, konservierte Exemplare sind silbriggelb und haben an der Seite breite, graue Bänder, die roten Farbtöne verschwinden.
Den Körper beschreiben die Autoren als länglich und seitlich abgeflacht. Der Kopf ist unbeschuppt, der Oberkiefer reicht fast bis zum Vorderrand des Auges. Für die Dorsale wurden 9, für die Anale 12, für die Ventrale 9 und für die Pectorale 17 Flossenstrahlen angegeben. Die Schuppen sind mittelgroß, an der Seite am größten, an Brust und Bauch sehr klein. Die Autoren zählten 44 entlang der Seitenlinie und 15 zwischen Rücken und Bauchprofil, davon 8 über der Seitelinine. Die Schlundzähne sitzen in 3 Reihen, sind konisch und haben eine gebogene Spitze.

## Lebensraum
Drachenfische leben in subtropischen Süßgewässern. Die erwachsenen Tiere kommen häufig in Bächen und Flüssen mit schneller Strömung vor, jedoch nicht in tiefem oder ruhigen Wasser.

## Lebensweise
Die Art ernährt sich von Zooplankton, kleinen Krebstieren, Makroalgen, kleinen Fischen und Detritus.

## Aquarienfisch

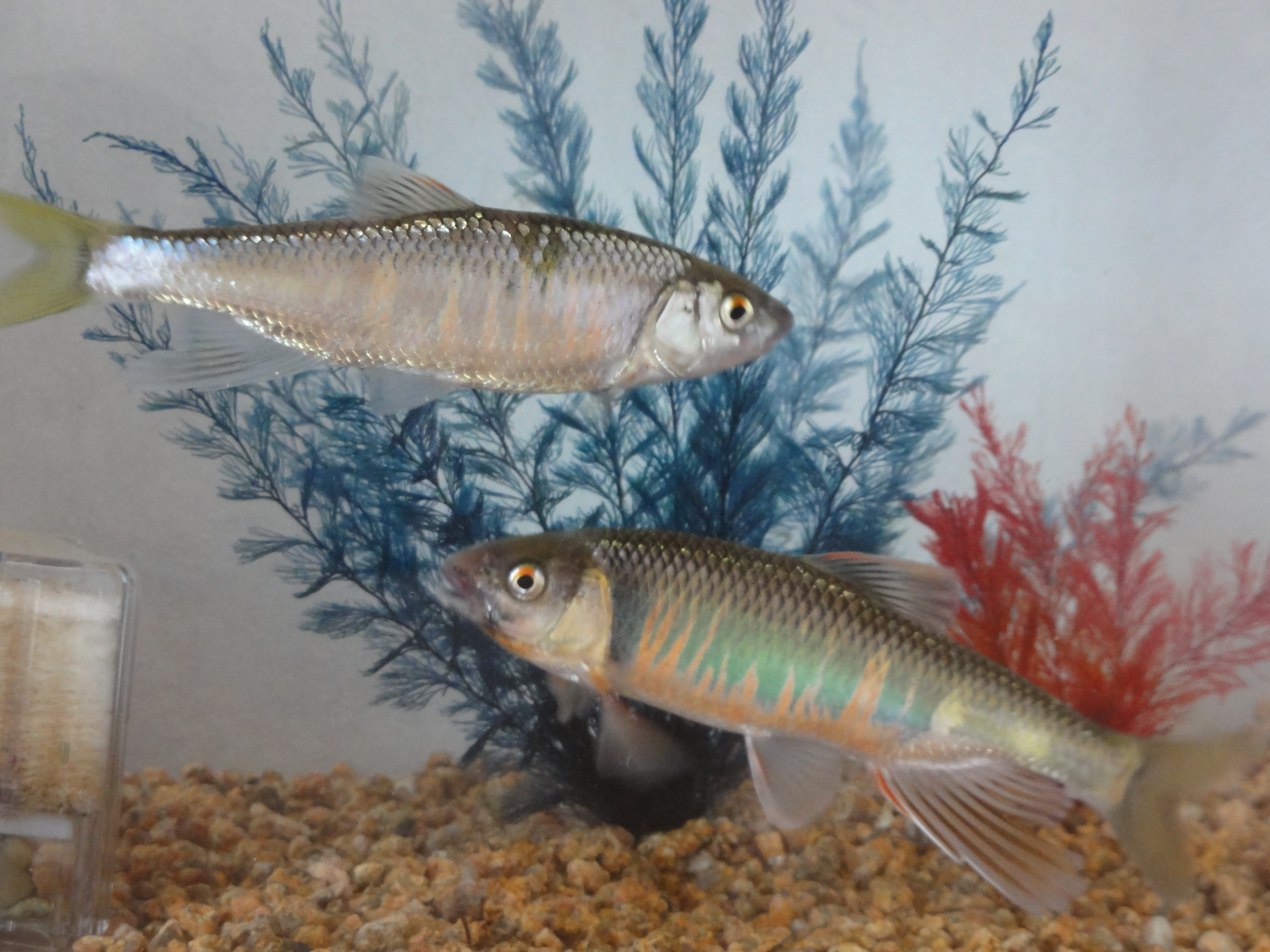
Drachenfische in einem Aquarium

Stellenweise werden die Tiere in asiatischen Ländern zum Verzehr gefangen. Daneben wird die Art in der Aquaristik genutzt.

## Gesundheitliche Bedeutung
Der Japanische Drachenfisch ist zweiter Zwischenwirt der Saugwürmer Metagonimus miyatai, Metagonimus katsuradai und Centrocestus armatus. Er beherbergt deren Metazerkarien. Durch den Verzehr ungenügend erhitzter Fische kann es beim Menschen zu einer Metagonimose kommen. Sie tritt vor allem in Ostasien auf.